# Septotinia
Septotinia is een geslacht van schimmels uit de familie Sclerotiniaceae. De typesoort is Septotinia podophyllina. Alle soorten van het geslacht zijn overgeplaatst naar het geslacht Septotis waardoor deze geen soorten bevat.